# Укон
Укон, также Госпожа Укон (яп. 右近 X век) — японский поэт периода Хэйан. Она была также придворной дамой при Фудзивара-но Онси, императрице, супруге императора Дайго.
Её семья принадлежала роду Фудзивара. Её отец был Фудзивара-но Суэнава (? — 914), сын Фудзивара-но Тисигэ. Он служил в должности младшего военачальника Укон-но сёсё. Кроме того он был вака-поэтом. Его танка встречаются в антологиях «Синкокинсю» и «Синсюисю». Он был также известен искусством соколиной охоты.
Основной период её активности как поэтессы продолжался около 30 лет. В 933 году она сочинила стихотворение на день совершеннолетия принцессы Коси. В 960, 962 и 966 годах участвовала в придворных поэтических конкурсах. Она вела поэтическую переписку со многими поэтами своего времени, среди которых были: принц Мотоёси, Фудзивара-но Ацутада, Фудзивара-но Моросукэ, Фудзивара-но Мороудзи, Фудзивара-но Асатада и Минамото-но Ситаго. Её имя вошло в число Тридцати шести бессмертных поэтесс.
Её стихи включены в антологии «Госэн вакасю», «Хякунин иссю» (№ 38) и др.